# Гримзби
Гримзби (или Грейт Гримзби) (на английски: Grimsby, звуков файл и буквени символи за английското произношение ) е град, намиращ се в церемониално графство Линкълншър, Англия. Населението на града е 87 574 души, наричани гримзбианци (на английски: Grimbarians). На 22 януари се чества „Денят на Гримзби“.

## Спорт
Градът има свой футболен отбор, който носи името ФК Гримзби Таун.

## История
По време на Втората световна война градът е фокусиран като цел на Луфтвафе.

## Побратимени градове
- Банджул, Гамбия
- Бремерхафен, Германия (от 1963)
- Диеп, Франция
- Тромсьо, Норвегия (от 1961)